# Juninho Quixadá
Pedro Julião Azevedo Junior, meglio noto come Juninho Quixadá (Senador Pompeu, 12 dicembre 1985), è un calciatore brasiliano, attaccante svincolato.

## Carriera
Dopo aver giocato in Brasile con Ferroviário e Bragantino, nel 2011 passa alla squadra bulgara del Ludogorec con cui debutta in Europa League. Con il Ludogorets passa il suo girone di Europa League e ai sedicesimi di finale batte la Lazio allo Stadio Olimpico (0-1) all'andata, e in Bulgaria pareggia (3-3), raggiungendo gli ottavi di finale, uno storico traguardo per la sua squadra.

## Palmarès

### Club

#### Competizioni nazionali
- Campionato bulgaro: 7

Ludogorec: 2011-2012, 2012-2013, 2013-2014, 2014-2015, 2015-2016, 2016-2017, 2017-2018
- Coppa di Bulgaria: 2

Ludogorec: 2011-2012, 2013-2014
- Supercoppa di Bulgaria: 2

Ludogorec: 2012, 2014